# Aimé Bonpland
Pour les articles homonymes, voir Bonpland.
Aimé Jacques Alexandre Goujaud dit Goujaud-Bonpland, mieux connu sous le nom Aimé Bonpland, né le 29 août 1773 à La Rochelle et mort le 11 mai 1858 à Paso de los Libres en Argentine, est un botaniste et explorateur français.

## Biographie
Fils du chirurgien Jacques-Simon Goujaud et de Marguerite-Olive de La Coste, il a un frère Michel-Simon (1770-1850), docteur en médecine, et une sœur Élisabeth-Olive (1771-1852), épouse de Pierre Barthélemy Amable Honoré Gallocheau.
Selon la légende, le nom « Bonpland » proviendrait du surnom « Bon-Plant » que lui donnait son père qui le voyait souvent cultiver les plantes de son jardin. Pourtant, le nom Goujaud-Bonpland était utilisé par toute la famille, et notamment par son père ou sa sœur.

### Études
Vers 1790, il quitte La Rochelle pour retrouver son frère Michel qui étudie la médecine à Paris. Les deux frères ont l'occasion de suivre les cours d'anatomie de Pierre Joseph Desault à Hôtel-Dieu de Paris. Durant cette période, Aimé Bonpland se lie d'amitié avec un autre étudiant en anatomie, Marie François Xavier Bichat. À partir de 1791, ils fréquentent les cours de botanique donnés au Muséum national d'histoire naturelle où leurs professeurs sont les célèbres  Jean-Baptiste de Lamarck, Antoine Laurent de Jussieu et René Desfontaines. 

En 1794, les deux frères Goujaud-Bonpland s'engagent dans l'armée comme médecins. Aimé Bonpland s'engage dans la marine comme chirurgien, il sera affecté à l'hôpital de Rochefort puis à Toulon. À la fin de son service militaire, en 1795, Aimé Bonpland retourne à Paris poursuivre ses études qu'il termine en 1797.

À cette époque, les talents d'Aimé Bonpland pour la botanique sont déjà reconnus par ses professeurs. Il passe de plus en plus de temps dans les serres du  Jardin des Plantes où André Thouin lui fait découvrir les techniques d'acclimatation des plantes exotiques. Sa réputation naissante lui permet d'être désigné comme naturaliste afin d'accompagner Louis-Antoine de Bougainville pour une seconde expédition autour du monde.
Tandis qu'Aimé prépare ce qui doit être, à cette époque, la plus grande expédition scientifique française jamais entreprise, son frère Michel rentre à La Rochelle, où il s'établit comme médecin, tout en poursuivant ses activités de botaniste en constituant un herbier de plus de 5 000 spécimens. Toujours conservé dans cette ville, celui-ci est constitué pour moitié de plantes récoltées dans les alentours, entre 1810 et 1830, ainsi que de collectes offertes par Aimé, de retour d'Espagne, des Canaries ou même d'Amérique du Sud.
En 1798, à Paris, Aimé Bonpland va faire la rencontre du déjà célèbre baron prussien Alexander von Humboldt. Ce jeune savant a déjà visité l'Europe en compagnie du naturaliste et écrivain allemand Georg Forster. Partout où passe Humboldt, ses connaissances en géologie, botanique, astronomie, mathématiques, langues etc. font forte impression dans les milieux scientifiques. Bonpland et Humboldt se lient d'amitié très rapidement tant leurs passions pour les voyages et les sciences les rapprochent. 

Entre-temps l'expédition Bougainville a changé de responsable, c'est maintenant Nicolas Baudin qui doit conduire cette mission. Baudin a d'ailleurs proposé à Humboldt de faire partie de cette expédition, mais comme passager payant. 
Après une longue période sans nouvelles, on informe  Bonpland et Humboldt que l'expédition prévue n'aura finalement pas lieu : Napoléon Bonaparte vient en effet d'arriver au pouvoir, les caisses de l'État sont vides et les projets ont changé.

Peu de temps après cette nouvelle, Humboldt propose à Bonpland de financer lui-même une expédition pour aller en Égypte rejoindre l'équipe scientifique qui vient de partir pour la Campagne d'Égypte. Pendant que Humboldt réunit les fonds nécessaires, Bonpland organise le matériel (sextants, télescopes, presses à herbier…) qui doit les accompagner.

### L’expédition 1799-1804
L'expédition Humboldt et Bonpland arrive à Marseille, d'où ils doivent s'embarquer pour l'Algérie afin de regagner, plus tard, l'Égypte et l'équipe de scientifiques emmenée par Napoléon. Après deux mois d'attente, ils apprennent que l'Algérie vient d'interdire l'entrée sur son territoire aux Européens. Décidés à mener leur expédition, les deux savants partent à pied pour l'Espagne. Ils gagnent successivement Barcelone, Valence puis Alicante, mais sans trouver de bateau pour l'Orient. Face à ces problèmes, ils changent leur destination, ce sera l'Amérique latine.

Arrivés à Madrid, Humboldt utilise ses relations diplomatiques pour se faire présenter à la cour du roi Charles IV d'Espagne. Ils rencontrent ainsi le nouveau directeur du Jardin botanique royal de Madrid, Antonio José Cavanilles. Devant l'enthousiasme et les connaissances des deux jeunes savants, Cavanilles les présente aux scientifiques espagnols. En peu de temps, le charisme et les relations de Humboldt leur permettent d'obtenir un visa royal pour l'ensemble des colonies d'Amérique du Sud. Ils ont de plus toute liberté pour demander de l'assistance aux autorités espagnoles d'Amérique et pour faire toutes leurs observations scientifiques. Pour des raisons diplomatiques, Bonpland prend le rôle de secrétaire de Humboldt. Aucune expédition n'avait encore été entreprise avec autant de libertés dans ces colonies espagnoles qui sont quasiment inconnues pour la science.
Le 5 juin 1799, Humboldt et Bonpland embarquent de La Corogne à bord du Pizarro pour rejoindre Cuba. Une escale aux îles Canaries permet aux deux savants de faire l'ascension du pic de Teide et d'y faire des relevés botaniques très précis. Ils repartent des îles Canaries le 26 juin, mais une épidémie de fièvre jaune survient sur le bateau et le capitaine du Pizarro décide de débarquer au plus vite. Ainsi, le 16 juillet 1799, Humboldt et Bonpland posent le pied dans le petit port de Cumana au Venezuela.

Les deux voyageurs sont complètement émerveillés par la richesse de la nature qu'ils découvrent dans les environs de Cumana. Durant presque quatre mois, ils collectent des échantillons botaniques, réalisent des observations astronomiques, dressent des cartes et organisent le voyage qui doit les mener aux sources de l'Orénoque pour vérifier si ce fleuve communique via le canal de Casiquiare avec le Rio Negro, un affluent de l'Amazone.

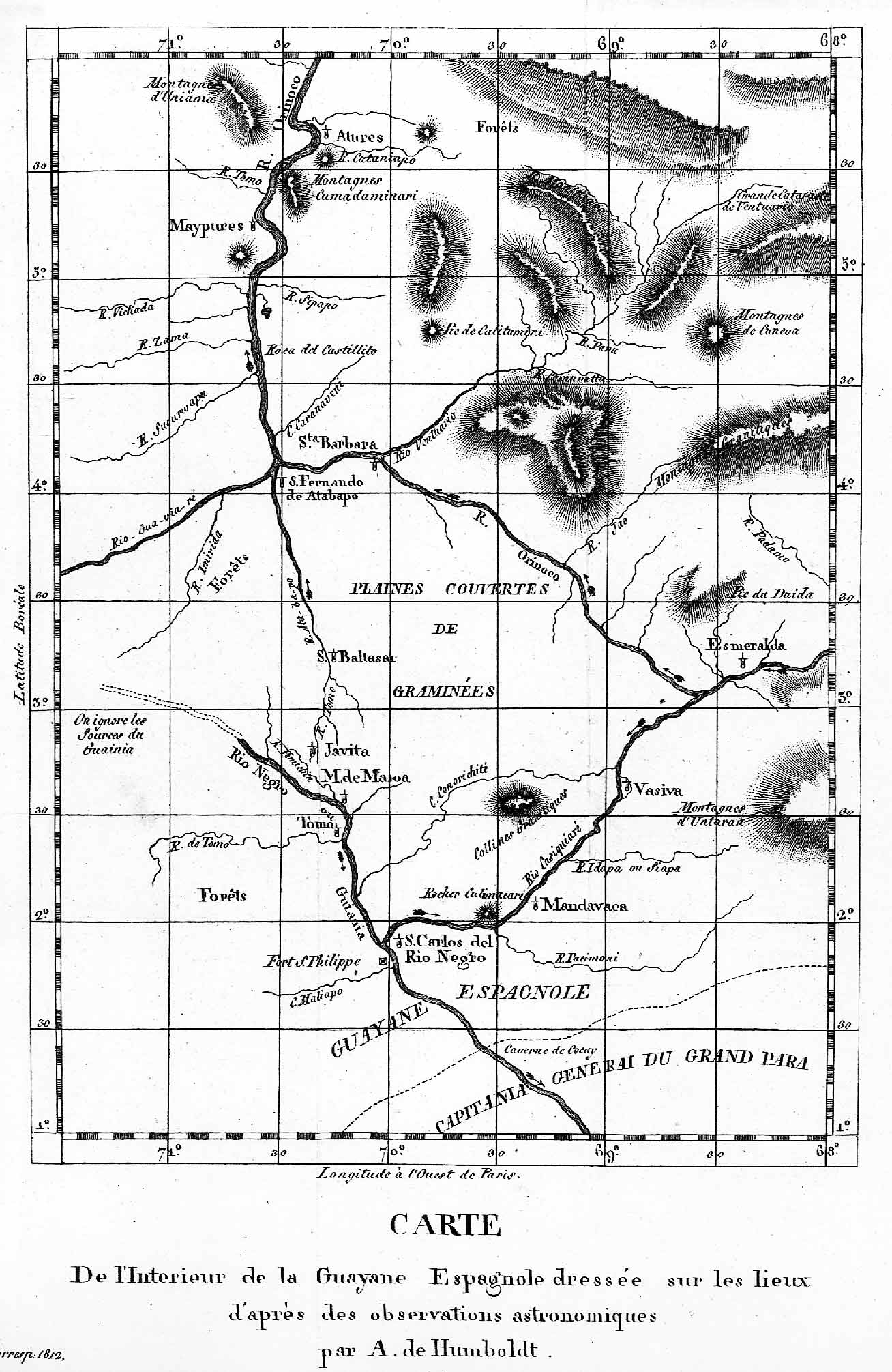
Plan du canal de Casiquiare dressé par Humboldt

Avant de partir pour le Haut-Orénoque, Bonpland envoie à André Thouin des caisses d'échantillons botaniques contenant plus de 1 600 espèces dont plus de 500 sont nouvelles et accompagnées d'une description.
Le 16 novembre 1799, ils partent de Cumana pour Caracas, puis traversent les savanes vénézuéliennes pendant plus d'un mois, atteignent San Fernando de Apure et finalement le grand fleuve Orénoque en avril 1800. Ils remontent alors le fleuve en pirogue, mais dans des rapides perdent une partie de leur matériel et évitent de justesse de se noyer. Ils arrivent finalement à prouver l'existence du canal de Casiquiare et rejoignent Cumana après plus de 10 mois et 2 500 km parcourus.
Le 24 novembre 1800, Humboldt et Bonpland embarquent pour Cuba. Durant la première partie de cette expédition, qui a duré un an, ils ont récolté de nombreux animaux, et 20 000 spécimens botaniques. Le tiers de leurs récoltes est détruit par l'humidité et les insectes, mais  le bilan reste néanmoins considérable. Ils envoient leurs collections morcelées pour être certains que quelques parties arriveront. Une série sera envoyée par le fond, une autre capturée par les Britanniques (puis restituée à Humboldt par un acquéreur, des années plus tard).

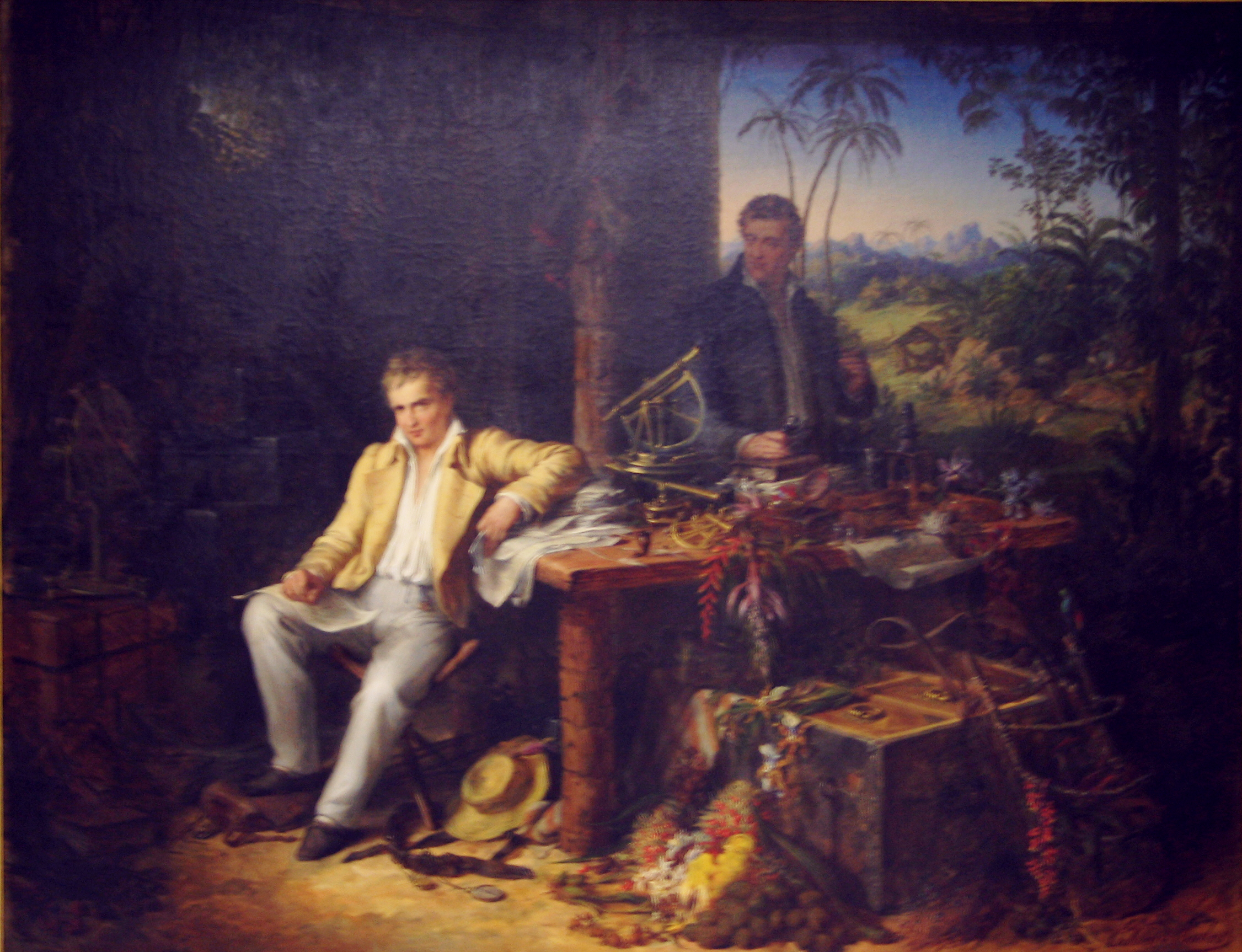
Alexander von Humboldt et Aimé Bonpland dans la jungle, tableau d'Eduard Ender.

De Cuba, ils ont appris que Nicolas Baudin doit finalement diriger une expédition autour du monde et qu'il devrait passer à Lima au Pérou. Bonpland et Humboldt décident aussitôt d'aller le retrouver là-bas pour intégrer cette expédition.
Ils partent de Cuba en mars 1801 pour arriver à Carthagène en Colombie. De là, ils remontent le fleuve Magdalena pour arriver à Santa Fe de Bogotá en juillet 1801. Ils sont accueillis par José Celestino Mutis, à qui ils dédieront plus tard un de leurs livres, et repartent en septembre 1801 pour Lima par voie de terre. 
Le 6 janvier 1802, ils arrivent à San Francisco de Quito, où ils font la connaissance du jeune Carlos de Montúfar, noble créole, qui les suivra durant la suite de l'expédition.
Arrivés au volcan Chimborazo ils réalisent un relevé de sa végétation en tenant compte de l'altitude, du climat et de la topographie. Ce travail sera une des premières études de phytogéographie. Le 23 juin, ils entreprennent l'ascension du volcan Chimborazo mais n'atteignent pas le sommet situé à 6 310 mètres d'altitude. Ils deviennent à cette date les hommes les plus hauts du monde, il faudra attendre 1804 pour que Louis Joseph Gay-Lussac monte à plus de 7 000 mètres, mais il le fera en montgolfière.
Ils apprennent que Baudin ne fera pas d'escale à Lima mais s'y rendent quand même à travers les hauts plateaux andins. Ils passeront deux mois à Lima avant de repartir en décembre 1802 par bateau pour Guayaquil en Équateur puis Acapulco au Mexique qu'ils atteignent en mars 1803. C'est durant ce trajet que Humboldt observera le courant marin qui porte maintenant son nom.

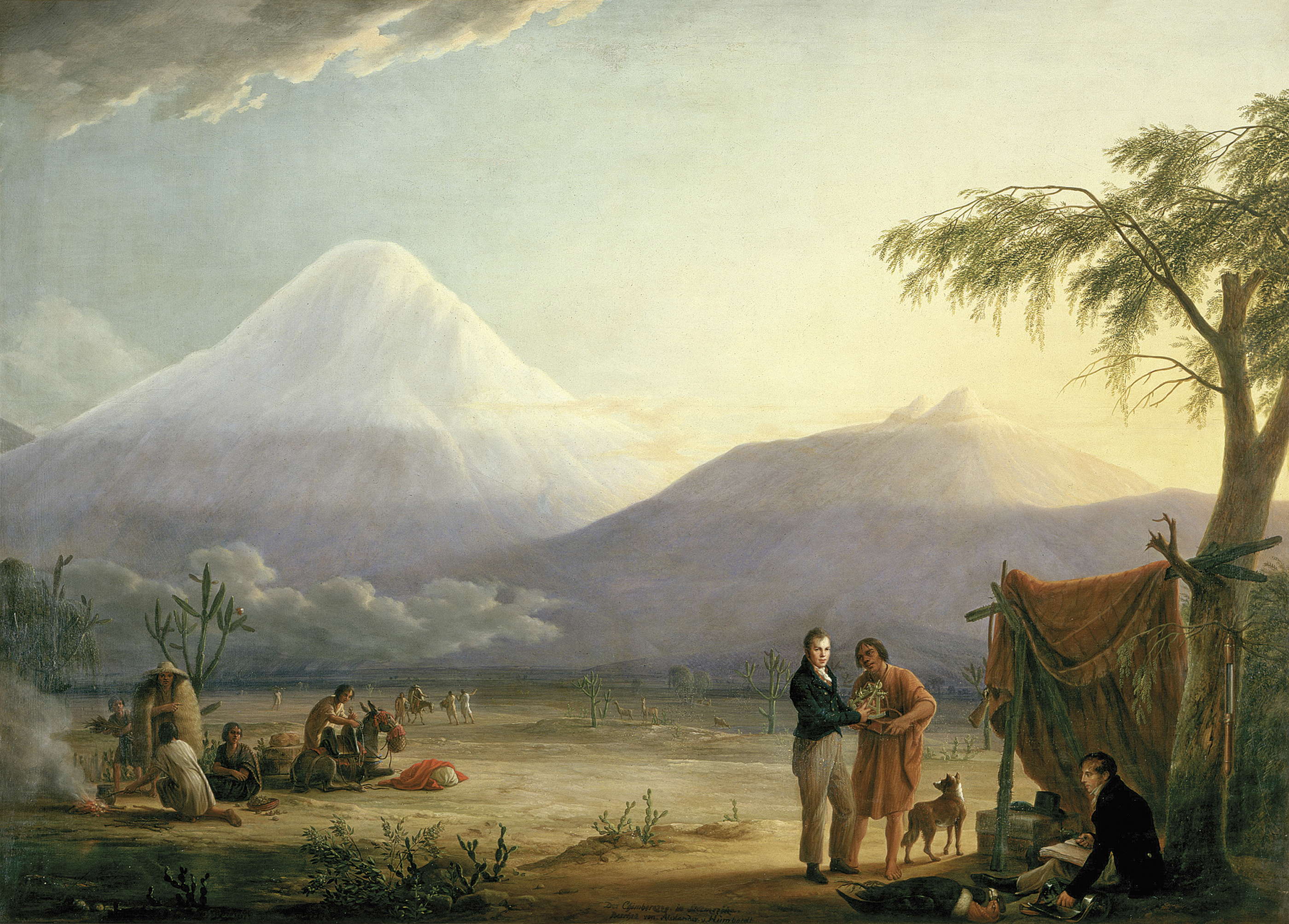
Humboldt et Aimé Bonpland au pied du volcan Chimborazo, tableau de Friedrich Georg Weitsch (1806).

Les deux savants mettent une année pour traverser le Mexique et continuent leur travail d'observations scientifiques et de récolte naturaliste. De Veracruz ils s'embarquent à nouveau pour La Havane en mars 1804. De là ils gagnent les États-Unis, Philadelphie et Washington en mai 1804. Ils rencontrent le président Thomas Jefferson et organisent leur retour en Europe.
Humboldt et Bonpland quittent le nouveau monde le 30 juin 1804 à bord de La Favorite, ils ramènent avec eux plus de 60 000 échantillons représentant 6 000 nouvelles espèces de plantes, des observations astronomiques, un nombre incroyable de notes géologiques, sociologiques, économiques, cartographiques…
L'expédition de Humboldt et Bonpland, d'une durée de cinq ans, est l'une des plus remarquables expéditions scientifiques jamais réalisée. Partis sans destination précise mais doués d'une force de caractère et d'une détermination à toute épreuve les deux jeunes savants ont en un seul voyage apporté énormément à la connaissance de ces régions. Durant le voyage c'est Bonpland qui a fait le plus gros travail botanique en réalisant une quantité impressionnante de descriptions d'espèces nouvelles.
Ils arrivent enfin en France à Bordeaux le 3 août 1804.

### Le retour
À leur arrivée en France Bonpland se rend dans sa famille à La Rochelle alors que Humboldt va directement à Paris puis à Berlin où il commence les récits de leur expédition. Quand Bonpland arrive à Paris, le Muséum ne lui propose pas le poste de naturaliste qu'il espérait. Humboldt rédige les publications de géographie, d'astronomie et de zoologie alors que Bonpland se concentre sur celles de botanique. Bonpland entreprend alors le classement et la publication des 60 000 spécimens botaniques ramenés dont il fait don au Muséum national d'histoire naturelle. Durant ces années Bonpland fréquente notamment le futur général et célèbre homme politique sud-américain Simón Bolívar.
Il entreprend un court voyage à travers l'Europe où il retrouve, à Milan, Humboldt et Gay-Lussac qui vont à Berlin. Humboldt qui trouve que Bonpland ne publie pas assez rapidement les résultats botaniques lui demande alors d'envoyer à Berlin une partie des échantillons afin que Carl Ludwig Willdenow les décrive. Bonpland, qui préfère la nature au travail de bureau, fera traîner la demande mais confiera finalement à Willdenow, en 1807 à Paris, une partie des spécimens pour lesquels il existe plusieurs parts. La majorité des spécimens, restés au Muséum, sera finalement décrite par le jeune botaniste allemand Karl Sigismund Kunth.
Lorsque Étienne Pierre Ventenat le botaniste du jardin de Malmaison, la résidence de l'impératrice Joséphine, décède en 1808 c'est Bonpland qui le remplace. Devenu intendant général des domaines de Malmaison (et de Navarre par la suite), il reprend avec Pierre-Joseph Redouté la description des plantes cultivées dans ce jardin. Le jardin de Malmaison est à cette époque très prestigieux et reçoit toutes les plantes rares ramenées des campagnes napoléoniennes ainsi que les présents faits à Joséphine, véritable passionnée de botanique, des grandes expéditions scientifiques de l'époque. Bonpland concentre alors toute son énergie dans la gestion du jardin et dans l'acclimatation et la multiplication d'espèces exotiques. En quelques années Bonpland acclimate des centaines d'espèces alors inconnues. Le jardin, également parc zoologique, devient incontournable en Europe pour tous les botanistes et amateurs de plantes et accueille notamment la plus grande serre d'Europe.
Pour Joséphine, il entreprend de nombreux voyages à travers l'Europe, en quête de plantes pour embellir davantage les jardins de Malmaison. Il décrit leurs caractères botaniques et leurs propriétés dans Plantes équinoxiales (1808-1816) et offre cette collection au Muséum national d'histoire naturelle de Paris.
La chute de Napoléon le marque à tel point qu'il souhaite quitter l'Europe. En 1816, accompagné de Pierre Benoit, il s'embarque avec diverses plantes européennes à destination de Buenos Aires où il avait obtenu un poste de professeur d'histoire naturelle. Le 15 décembre 1817, il est élu correspondant de l’Académie des sciences (section de botanique).
Il entreprend plusieurs expéditions d'exploration en Amérique du Sud. Il crée à Santa Ana (dans le Corrientes à l’époque) une plantation. Il découvre par la suite le mécanisme de la germination du maté, jusque-là plante sauvage, ce qui permet désormais de le cultiver à grande échelle. En 1820, il est accompagné par Pierre Benoît.
En exploration dans le nord de l'Argentine en 1821, il est arrêté par les troupes du dictateur du Paraguay, le docteur Francia. Ce dernier craint que les travaux de Bonpland ne menacent son quasi-monopole du maté, détruit ses plantations, pourchasse les indiens et maintient le scientifique en résidence surveillée jusqu'en 1831. Durant sa détention, Bonpland reprend son métier de médecin auprès des Indiens Guaranis, monte une menuiserie, un hôpital, une pâtisserie, une distillerie et élève des troupeaux constitués par le troc de son exercice de la médecine.
Une fois libéré, il s'installe au Brésil à San Borja où il reprend ses expériences agricoles et multiplie les va-et-vient entre ses résidences du Brésil, de l'Uruguay et de l'Argentine. Il meurt en 1858 à Paso de los Libres dans sa 84e année, sans jamais être retourné en France, malgré des souhaits répétés de revoir son « meilleur et le plus illustre des amis » : Alexander von Humboldt.
On lui doit la partie botanique du Voyage en Amérique, la Description des plantes rares de la Malmaison (1813) et une Vue des Cordillères et monuments indigènes de l'Amérique (1819). Ses manuscrits ont été acquis par la France.

## Publications
- 1811 : Recueil d'observations de zoologie et d'anatomie comparée rédigé avec Alexander Humboldt, Imprimerie J.H. Stone, Paris. Version numérique sur le site Gallica.
- 1813 : Description des plantes rares cultivées à Malmaison et à Navarre par Aimé Bonpland. Imprimerie P. Didot l'aîné, Paris. Dédié par Aimé Bonpland à l'impératrice Joséphine. Version numérique sur le site botanicus et Version numérique des illustrations sur le site des BIUM.
- 1815 : Nova genera et species plantarum rédigé avec Alexander Humboldt et Karl Sigismund Kunth, volume 1, Lutetiae Parisiorum, Paris. Version numérique sur le site Botanicus.
- 1816 : Monographie des Melastomacées comprenant toutes les plantes de cet ordre y compris les Rhexies, volume 1, Paris.
- 1817 : Nova genera et species plantarum rédigé avec Alexander Humboldt et Karl Sigismund Kunth, volume 2, Lutetiae Parisiorum, Paris. Version numérique sur le site Botanicus.
- 1818 : Nova genera et species plantarum rédigé avec Alexander Humboldt et Karl Sigismund Kunth, volume 3, Lutetiae Parisiorum, Paris. Version numérique sur le site Botanicus.
- 1820 : Nova genera et species plantarum rédigé avec Alexander Humboldt et Karl Sigismund Kunth, volume 4, Lutetiae Parisiorum, Paris. Version numérique sur le site Botanicus.
- 1821 : Nova genera et species plantarum rédigé avec Alexander Humboldt et Karl Sigismund Kunth, volume 5, Lutetiae Parisiorum, Paris. Version numérique sur le site Botanicus.
- 1823 : Nova genera et species plantarum rédigé avec Alexander Humboldt et Karl Sigismund Kunth, volume 6, Lutetiae Parisiorum, Paris. Version numérique sur le site Botanicus.
- 1823 : Monographie des Melastomacées comprenant toutes les plantes de cet ordre y compris les Rhexies, volume 2, Paris.
- 1825 : Nova genera et species plantarum rédigé avec Alexander Humboldt et Karl Sigismund Kunth, volume 7, Lutetiae Parisiorum, Paris. Version numérique sur le site Botanicus.

## Postérité

### Espèces éponymes
- Le  genre Bonplandia (es) de la famille des Polemoniaceae lui a été dédié par son ami Antonio José Cavanilles en 1800. Ce genre comprend trois espèces du Mexique.
- Le genre Bomplandiella (sv) Speg. 1886, champignon ascomycota, a aussi été nommé en son hommage.

### Parc municipal
- En Argentine, dans la province de Misiones, une aire protégée, le parc municipal Amado Bonpland, a été créée en son honneur en 1989[8].

### Cratère lunaire
- Le cratère « Bonpland », nommé en son honneur.

### Littérature
- Le poème El botánico du poète argentin Juan Gelman, paru dans le recueil Fabulas en 1971, est consacré aux amours imaginaires d'Aimé Bonpland. Ce poème a été mis en musique par Juan Cedrón et enregistré par le Cuarteto Cedrón en 1976 dans le disque Chansons d'amour d'Occitanie et autres histoires.
- Le carnet de notes d'Aimé Bonpland mystérieusement retrouvé est l'élément déclencheur de la bande dessinée fantastique-onirique Le Dernier Voyage d'Alexandre de Humboldt scénarisée par Étienne Le Roux et dessinée par Vincent Froissard chez Futuropolis.

### Cinéma
- 1989 : L'Ascension du Chimborazo de Rainer Simon
- 1996 : Le Passage des hommes libres (Aire libre) de Luis Armando Roche, avec Roy Dupuis (Bonpland) et Christian Vadim (Humboldt)
- 2012 : Les Arpenteurs du monde de Detlev Buck